# Ермиловка (Новосибирская область)
Ермиловка — деревня в Коченёвском районе Новосибирской области России. Входит в состав Новомихайловского сельсовета.

## География
Площадь деревни — 284 гектара.

## Население
| 2002 | 2007 | 2010 |
| ---- | ---- | ---- |
| 150  | ↗152 | ↘94  |

## Инфраструктура
В деревне по данным на 2007 год функционирует одно учреждение здравоохранения.